# لوسینه بادالیان
لوسینه (لولو) خاچیکی بادالیان (ارمنی: Լուսինե (Լուլու) Խաչիկի Բադալյան؛ انگلیسی: Lousine Badalyan؛ زادهٔ ۲ فوریهٔ ۱۹۸۲) یک سیاستمدار و مجری تلویزیون اهل ارمنستان است که از تاریخ ۲۰۱۹ تا کنون سمت نمایندگی دوره‌های هفتم و هشتم مجلس ملی جمهوری ارمنستان را برعهده دارد.

## زندگی‌نامه
وی در ۲ فوریهٔ ۱۹۸۰ در ایروان به دنیا آمد و از دانشگاه دولتی ایروان فارغ‌التحصیل شد. 

## نگارخانه

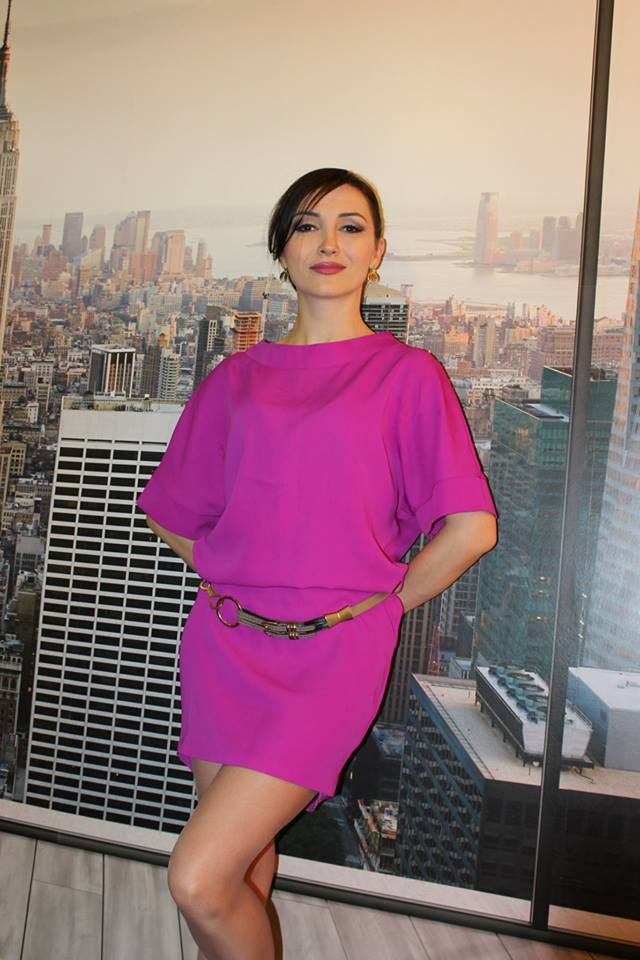